# Honungsvisare
Honungsvisare (Indicatoridae) är en familj som tillhör ordningen hackspettartade fåglar.

## Utseende
De flesta av arterna har en gråbrun fjäderdräkt, men några arter har även starkt gulfärgade fjädrar. Alla arter inom familjen har ljusa yttre stjärtfjädrar som är vita hos alla de afrikanska arterna.

## Ekologi
Honungsvisarna tillhör en liten grupp fåglar som regelbundet lever av vax. De äter även larver av exempelvis Galleria mellonella, både flygande och krypande insekter, spindlar, och ibland även frukt.
En eller två arter av honungsvisare har ett unikt beteende i att den letar upp termitbon och bon av vilda bin, för att därefter leda människor och möjligen också större däggdjur (enligt myten honungsgrävlingen) till boet. Efter att djuret eller människan försett sig, äter honungsvisaren av kvarvarande vax och larver. Honungsvisare är utrustade med speciella enzymer i magen som gör att den kan smälta vaxet i vaxkakorna och därmed tillgodogöra sig dess energi. 
Denna symbios mellan människa och fågel är väl dokumenterad hos arten svartstrupig honungsvisare och vissa menar att det även förekommer hos fjällig honungsvisare, medan andra motsäger detta. Detta beteende går långt tillbaka och det är ingen tvekan om att det är honungsvisaren som börjat locka med sig människan och andra däggdjur.

### Häckning
Häckningsbeteendet hos åtta arter inom släktena Indicator och Prodotiscus är kända och alla dessa arter är, i likhet med gökar, häckningsparasiter vilket innebär att de lägger sina ägg i andra fåglars bo för att de ska föda upp ungarna. På så vis slipper honungsvisarna att leta mat och ta hand om ungarna. Flertalet föredrar att lägga sina ägg i bon av fåglar som häckar i trädhålor, ofta hos andra hackspettar, men släktet Prodotiscus parasiterar bobyggande arter som fåglar inom familjen Zosteropidae eller sångare. Det finns dokumenterat hur honungsvisarnas ungar sparkar ut värdfågelns ungar eller hackar sönder deras ägg.

## Systematik och utbredning
Det finns fyra släkten i familjen med tillsammans 16 arter. Merparten lever i Afrika och två arter i Sydöstasien. 

### Arter
- Släkte Prodotiscus
  - Smalnäbbad honungsvisare (Prodotiscus insignis)
  - Miombohonungsvisare (Prodotiscus zambesiae)
  - Brunryggig honungsvisare (Prodotiscus regulus)
- Släkte Melichneutes
  - Lyrstjärtad honungsvisare (Melichneutes robustus)
- Släkte Melignomon
  - Kongohonungsvisare (Melignomon zenkeri)
  - Gulfotad honungsvisare (Melignomon eisentrauti)
- Släkte Indicator
  - Pygméhonungsvisare (Indicator pumilio)
  - Kortnäbbad honungsvisare (Indicator willcocksi)
  - Blek honungsvisare (Indicator meliphilus)
  - Dvärghonungsvisare (Indicator exilis)
  - Mindre honungsvisare (Indicator minor)
  - Fläckhonungsvisare (Indicator maculatus)
  - Fjällig honungsvisare (Indicator variegatus)
  - Himalayahonungsvisare (Indicator xanthonotus)
  - Malajhonungsvisare (Indicator archipelagicus)
  - Svartstrupig honungsvisare (Indicator indicator)